# Strychnos brasiliensis
Anzol-de-lontra ou esporão-de-galo (Strychnos brasiliensis) é uma lárvore da família das loganiáceas que pode atingir aos 15 metros de altura.

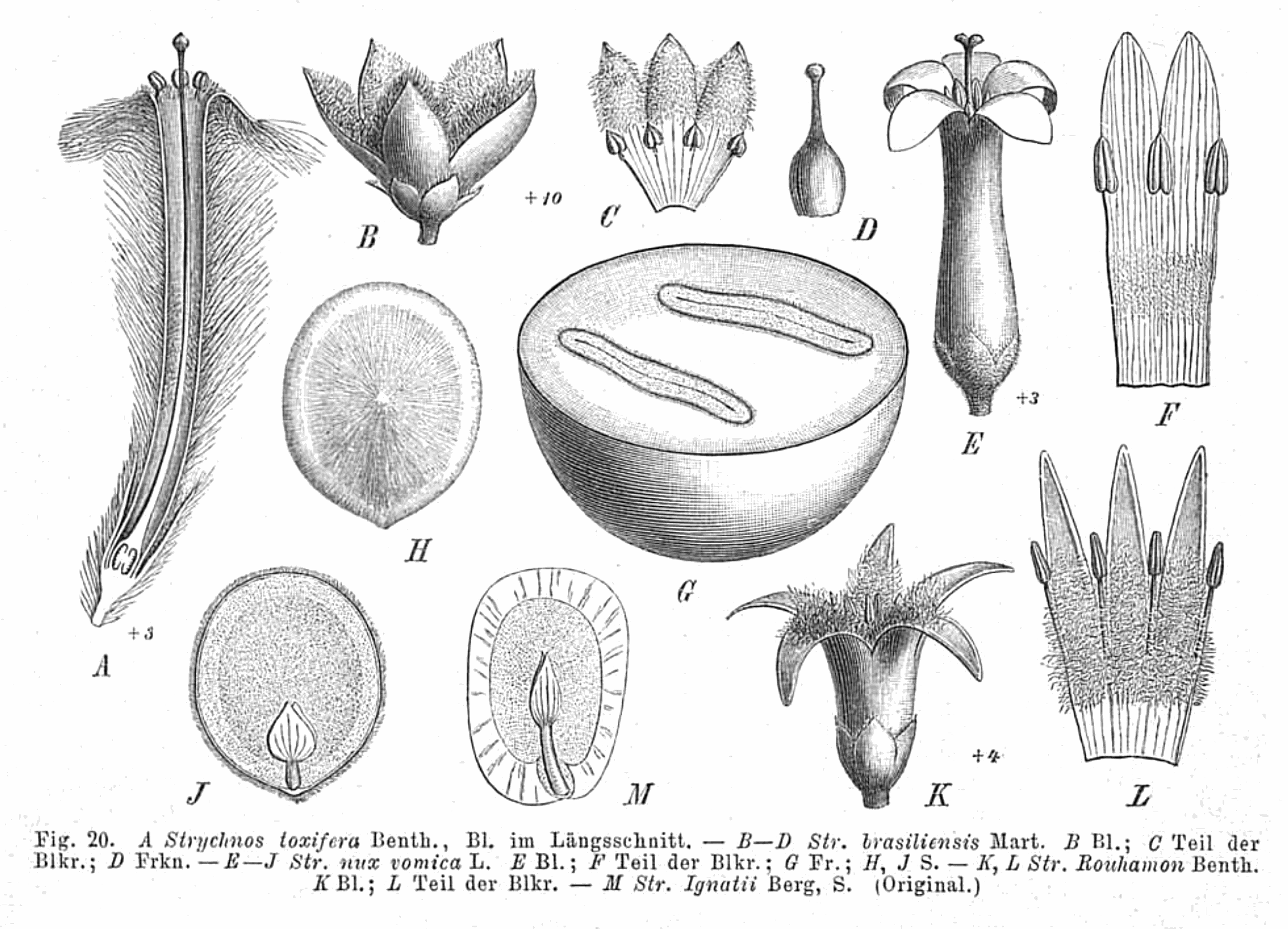
B-C-D- flor de S. brasiliensis

## Descrição
É uma espécie heliófila, com folhas discolores. Seus frutos são considerados tóxicos. Quando herborizados, os maduros são lustrosos, amarelos, alaranjados ou nigrescentes; em geral, exala aroma semelhante à erva-mate.
Na morfologia destaca-se por apresentar folhas opostas, simples, trinervadas, as flores pentâmeras são soldadas entre si e o fruto é uma baga.  Apresenta flores de setembro a fevereiro e frutos em março, abril, outubro e novembro.

## Distribuição
A planta tem distribuição geográfica desde a Paraguai, Argentina, Bolívia e Brasil, nos estados de Goiás, Minas Gerais, Rio de Janeiro, São Paulo, Paraná, Santa Catarina e Rio Grande do Sul. Ocorre em florestas ombrófilas densas, em matas secundárias, em altitudes entre 700 e 1.200 m. 

## Taxonomia

### Sinonímia científica
- Geniostoma brasiliense Spreng.
- Geniostoma spinescens Spreng.
- Narda spinosa Vell.
- Strychnos breviflora A. DC.
- Strychnos ericetina Barb. Rodr.
- Strychnos macroacanthos Progel
- Strychnos niederleinii Gilg
- Strychnos obligoneura Gilg
- Strychnos oligoneura Gilg
- Strychnos sellowiana Gilg
- Strychnos vestita Progel

### Sinonímia popular
anzol-de-lontra, cipó, cipó-anzol-de-lontra, esporão-de-galo, salta-martinho, espara-aí, esperái, unha-de-gato jupindá, quina-cruzeiro, mão-de-gato, maracuçumé, paruá-cipó, unha-de-onça, cuerussu, jupídá-do-vermelho, pau-d'arco, unha-de-lontra.

### Variedades
- Strychnos brasiliensis var. brasiliensis.
- Strychnos brasiliensis var. lagoensis Progel, 1869;
- Strychnos brasiliensis var. minor Benth., 1856;
- Strychnos brasiliensis var. normalis Benth., 1856;
- Strychnos brasiliensis var. rigida Benth., 1856;
- Strychnos brasiliensis var. selloana Progel, 1868.